# Parigné
Parigné (bret. Parinieg) – miejscowość i gmina we Francji, w regionie Bretania, w departamencie Ille-et-Vilaine.
Według danych na rok 1990 gminę zamieszkiwało 1068 osób, a gęstość zaludnienia wynosiła 52 osoby/km² (wśród 1269 gmin Bretanii Parigné plasuje się na 552. miejscu pod względem liczby ludności, natomiast pod względem powierzchni na miejscu 483.).